# Phyllanthus polygynus
Phyllanthus polygynus är en emblikaväxtart som beskrevs av Maurice Schmid. Phyllanthus polygynus ingår i släktet Phyllanthus och familjen emblikaväxter. Inga underarter finns listade i Catalogue of Life.